# Problema de los muchos cuerpos
El problema de los muchos cuerpos es el nombre general para una vasta categoría de problemas físicos acerca de las propiedades de sistemas microscópicos compuestos por un gran número de partículas en interacción. «Microscópico» aquí quiere decir que ha de usarse la mecánica cuántica para obtener una descripción adecuada del sistema. Un «gran número» puede ser desde 3 hasta prácticamente infinito, como es el caso de un sistema homogéneo o de un sistema periódico como un cristal, aunque existen tratamientos específicos para los sistemas de tres y cuatro cuerpos, por lo que a veces se denominan sistemas de pocos cuerpos. 
En estos sistemas cuánticos, las interacciones entre las partículas crean correlación o entrelazamiento cuántico. Como consecuencia, la función de ondas del sistema es un objeto complicado que contiene una gran cantidad de información, lo que en general imposibilita en la práctica los cálculos exactos o analíticos. Por tanto, la física teórica trata los problemas de muchos cuerpos con una serie de aproximaciones específicas para el problema en estudio, y es uno de los campos científicos más intensivos computacionalmente.
La ecuación de Schrödinger es uno de los llamados problemas de muchos cuerpos. En física del estado sólido, entre otros muchos métodos para abordar este problema es popular la teoría de perturbación diagramática basada en los diagramas de Feynman y las funciones de Green. En química cuántica se usa fundamentalmente la interacción de configuraciones.